# Kälktjärnen, Hälsingland
Kälktjärnen är en sjö i Härjedalens kommun i Hälsingland och ingår i Ljusnans huvudavrinningsområde.